# Hypokopelates anabasis
Hypokopelates anabasis är en fjärilsart som beskrevs av Otto Staudinger 1889. Hypokopelates anabasis ingår i släktet Hypokopelates och familjen juvelvingar. Inga underarter finns listade i Catalogue of Life.